# Stammerdijk
Stammerdijk is een buurtschap in de Overdiemerpolder langs de gelijknamige weg in de gemeente Diemen in de Nederlandse provincie Noord-Holland. De buurtschap is gelegen langs de Stammerdijk die in het verlengde van de Overdiemerweg ligt en begin na de kruising met de Muiderstraatweg. De weg loopt langs de Gaasp verder door tot de brug Driemond in het tot Amsterdam-Zuidoost behorende dorp Driemond. Voorbij het viaduct van de Gaasperdammerweg heet de weg de "Lange Stammerdijk". De volledige lengte van de Stammerdijk bedraagt 4,5 km.
De oorspronkelijke weg is doorsneden na de aanleg van het Amsterdam-Rijnkanaal maar loopt in Weesp verder langs de Smal Weesp als "Korte Stammerdijk" en gaat in het centrum van Weesp over in de Herengracht.
Ten oosten van de buurtschap aan de Stammerdijk ligt het Diemerbos. Daar bevindt zich ook het restant, de romp, van de uit 1875 stammende Stammermolen. Vroeger lag in het noorden aan de overzijde van de Gaasp het gehucht Bijlmer en in het zuiden de buurtschap Gaasperdam.
In Stammerdijk, aan de Muiderstraatweg, bevindt zich het rijksmonumentale tankstation De Blokhut.
Dorpen: Diemen · Oud-Diemen

Buurtschappen: Over-Diemen · Stammerdijk
Noord-Holland: Steden en dorpen      Nederland: Provincies · Gemeenten